# Енгелберт (Каринтия)
Вижте пояснителната страница за други личности с името Енгелберт.
Енгелберт II (на немски: Engelbert, Engelbert II), † 13 април 1141 в манастир Зееон) от род Спанхайми, е маркграф на Марка Истрия, Крайна и Верона (1107 – 1123) и херцог на Каринтия (1123 – 1135).

## Биография
Той е третият син на граф Енгелберт I фон Спанхайм († 1096) и Хедвиг от Саксония († 1112) от Фриули, дъщеря на херцог Бернхард II от род Билунги и на Еилика († 1056) от род Швайнфурти. През април 1095 г. баща му Енгелберт влиза в подарения от него през 1091 г. манастир „Св. Павел“ в Лавантал като монах и умира на 1 април 1096 г.
Чрез женитбата Енгелберт II с Ута, дъщеря наследничка на бургграф на Пасау Улрих, той получава големи собствености югозападно от Пасау, в Роттал и в Изенгау. С втория си брак с богатата Аделхайд фон Лехсгемюнд, вдовица на умрелия Маркварт от Марквартщайн, Енгелберт получава и други собствености в Химгау. От тези земи Енгелберт образува Графство Крайбург-Марквартщайн и става фогт на манастир Баумбург. През 1100 г. той построява замък, който става център на това графство. През 1091 г., по нареждане на баща му, Енгелберт II довежда монаси от манастир Хирсау за новопостроения домашен манастир „Св. Паул“. През 1099 г. той става неговият първи фогт.
През 1108 г. Енгелберт е определен от Хайнрих IV за последник на Буркхард за маркграф на Истрия. Маркграфството е до 1173 г. собственост на Спанхаймите.
Енгелберт II влиза в свитата на Хайнрих V и участва на неговата коронизация на 13 април 1111 г.
На 14 декември 1123 г. брат му Хайнрих IV умира и Енгелберт го последва като маркграф на Верона и херцог на Каринтия. Той поделя собствеността си между синовете си и се отказва от повечето си титли. През 1135 г. се отказва от титлата херцог и император Лотар III я дава на синът му Улрих I. След това Енгелберт влиза в бенедиктанския Зееон в Химгау. Там той умира през 1141 г. като монах и е погребан там.
Той е, за разлика от баща му, верен привърженик на Салическата династия, и с братята си голям противник на архиепископите на Залцбург, на епископите на Гурк и Бамберг и често спорел с патриарха на Аквилея.

## Фамилия
Енгелберт е женен за Ута от Пасау (* 1085, † 9 февруари 1150), единствената дъщеря на граф Улрих фон Пасау († 1099) от род Диполдинги-Рапотони и Аделхайд фон Меглинг-Фронтенхаузен-Лехсгемюнд, вдовица на Маркварт фон Марквартщайн († 5 декември 1085, убит). Двамата имат децата:
- Улрих I († 1144), херцог на Каринтия
- Енгелберт III († 1173), маркграф на Истрия (1124 – 1171), маркграф на Тусция
- Хайнрих († 1169), епископ на Троа (1145 – 1169)
- Рапото I († 26 август 1186), имперски граф на Ортенбург
- Аделхайд († 1178), абатиса на Гьос
- Хартвиг II († 1164), епископ на Регенсбург (1155 – 1164)
- Матилде († 1160/61), ∞ 1123 Тибо IV Велики, граф на Шампан-Блоа († 1152)
- Ида († 25 май 1178), ∞ Вилхелм III, граф на Невер († 1161)